# بحيرة ألويت
بحيرة ألويت في الأصل بحيرة ليلويت ولا ينبغي الخلط بينها وبين البحيرة التي تحمل هذا الاسم في أقصى الشمال، هي بحيرة وخزان في مابل ريدج بكولومبيا البريطانية بكندا. تقع عند السفح الجنوبي الشرقي لمجموعة الجبال المعروفة باسم الآذان الذهبية ويبلغ طولها حوالي 16 كيلومتر على محور شمالي شرقي-جنوبي غربي. تمت إعادة تسميته ونهر ألويت (نهر ليلويت سابقًا)، في عام 1914 لتجنب الخلط بينه وبين النهر الأكبر والبحيرة في أقصى الشمال، مع اختيار كلمة "ألويت".

## التسجيل
لم يتم تسجيل معظم حوض بحيرة ألويت، كما أن جانبها الشمالي محمي كجزء من متنزه جولدن إيرز الإقليمي (الذي كان في السابق جزءًا من متنزه غاريبالدي الإقليمي حتى تقسيم تلك الحديقة). جزء صغير من البحيرة وشاطئها الشمالي الغربي الذي يتعذر الوصول إليه إلى حد كبير، هما في الواقع جزء من منطقة الإرسالية بسبب الشكل المستطيل لحدود تلك المنطقة. شمال جزء البحيرة الموجود في ميشن، وبقية طرفها الشمالي ليس في أي من البلديتين.

## سد ألويت
كان طول البحيرة في الأصل كيلومترين فقط، وقد تم توسيعها بشكل كبير من خلال بناء سد ألويت عام 1928 عند 49°17′10″N 122°29′12″W، أي 11.5 كم (7 ميل) على طول المجرى العلوي للبحيرة. جنوب نهر ألويت. يربط نفق بطول 1067 متر (3501 قدم) بحيرة ألويت وبحيرة ستاف. في نهاية النفق توجد نقطة تغذي محطة طاقة ألويت الصغيرة، وهي محطة طاقة بقدرة 8 ميجاوات تديرها هيئة الطاقة المائية والطاقة في كولومبيا البريطانية، والتي تقع في منتصف الطريق على طول الشاطئ الغربي لبحيرة ستاف.49°22′16″N 122°18′47″ ومع ذلك، لا توجد محطة طاقة في السد، حيث أن الهدف من الخزان هو تغذية النفق عبر جانب التلال بين جبلي كريكمر وروبي ريد. تم استخدام مستوى السكة الحديد السابق المؤدي إلى السد على طول النهر كخط سكة حديد لقطع الأشجار.

## المرافق
يوجد شاطئ عام كبير وموقع للنزهة ومخيم يعد جزءًا من منتزه المقاطعة على الشاطئ الغربي للبحيرة.